# Ka-Bar

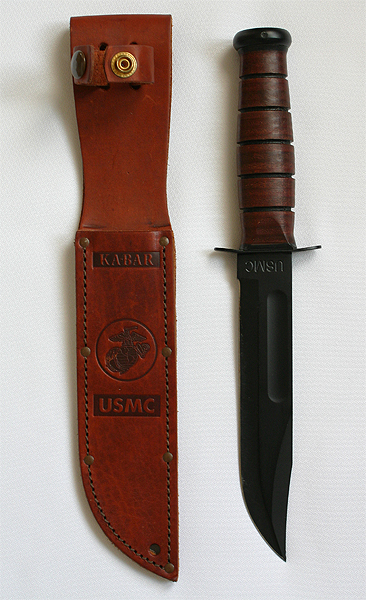
Couteau Ka-Bar commémoratif de l'USMC.

Ka-Bar est une marque américaine de couteaux fondée au XIXe siècle sous le nom de « Tidioute Cutlery Industry ». Dans les années 1920, la société devient Ka-Bar.
La marque est rendue célèbre par l'adoption en décembre 1942 de son modèle de couteau de combat 1219C2 (plus tard désigné comme le « USMC Mark 2 ») par l'United States Marine Corps, puis par l'US Army, l'US Navy et l'US Coast Guard. Aujourd'hui encore, ce modèle est utilisé par de nombreux soldats américains et est communément appelé « Ka-Bar ».

## Historique de la société
La Tidioute Cutlery Industry est fondée à la fin du XIXe siècle en Nouvelle-Angleterre par un groupe de couteliers renvoyés ensemble de la England's Sheffield Cutlery Industry. La société commence la vente de ses produits en 1898. En 1902, Wallace R. Brown rachète la société et parvient à former une corporation appelé la Union Razor Company (qui change de nom en 1909 pour devenir la Union Cutlery Company). En décembre 1911, une seconde branche de la Union Cutlery Company s'ouvre à Olean dans l'État de New York (la première branche étant alors basée à Tidioute en Pennsylvanie). La partie de l'entreprise installée à Olean fonctionnant alors bien, la partie située à Tidioute ferme ses portes et toute la production est faite à Olean. 
Au cours des années 1920, la Union Cutlery Company met sur le marché les marques Olcut, Keenwell et Ka-Bar. En 1942, la marque Ka-Bar soumet à l'United States Marine Corps un couteau destiné au combat. L'USMC accepte une version redessinée du couteau, la version « 1219C2 », et commence à l'utiliser aussi bien en tant que couteau de combat que couteau utilitaire. Un problème fut rapidement découvert par les utilisateurs, mais il concernait non pas le couteau en lui-même mais son étui, conçu en toile de jute qui, au contact d’un environnement humide comme les plages ou la boue due aux intempéries, moisissait très rapidement et dégageait une forte odeur. L'étui en jute sera plus tard remplacé par un étui en cuir pour pallier ce problème. L'US Navy, l'US Army et l'US Coast Guard adoptent à leur tour en 1942 le modèle 1219C2, pour certains fabriqué par la Camillus Cutlery Company.
En 1952, la Union Cutlery Company devient la Ka-Bar Cutlery Company Inc., à la suite du succès de son modèle 1219C2 auprès des Marines. Au cours des années 1960, la Ka-Bar Cutlery Company Inc. est vendue par la famille Brown, puis connaît de multiples reventes jusqu'en 1966 où elle est rachetée par la Cole National Corporation de Cleveland. Elle est à nouveau revendue en 1996 à la Alcas Corporation de Olean. Son usine de couteau est aujourd'hui encore basée à Olean.
Le nom de Ka-Bar viendrait d'un pionnier américain qui, étant attaqué par un ours, réussit à en venir à bout grâce à son couteau fabriqué par la Tidioute Cutlery Industry. Pour remercier l'entreprise de lui avoir vendu ce couteau fiable et performant qui lui sauva la vie, il lui envoya une lettre où il expliqua son histoire, dans laquelle il écrivit « Kill a bear » (qui signifie « tuer un ours »). Mais l'encre des lettres coula et forma le mot « Ka-bar » en rassemblant certaines lettres entre elles. L'entreprise décida alors de conserver le nom.

## Modèles
Source : Site officiel Ka-Bar.

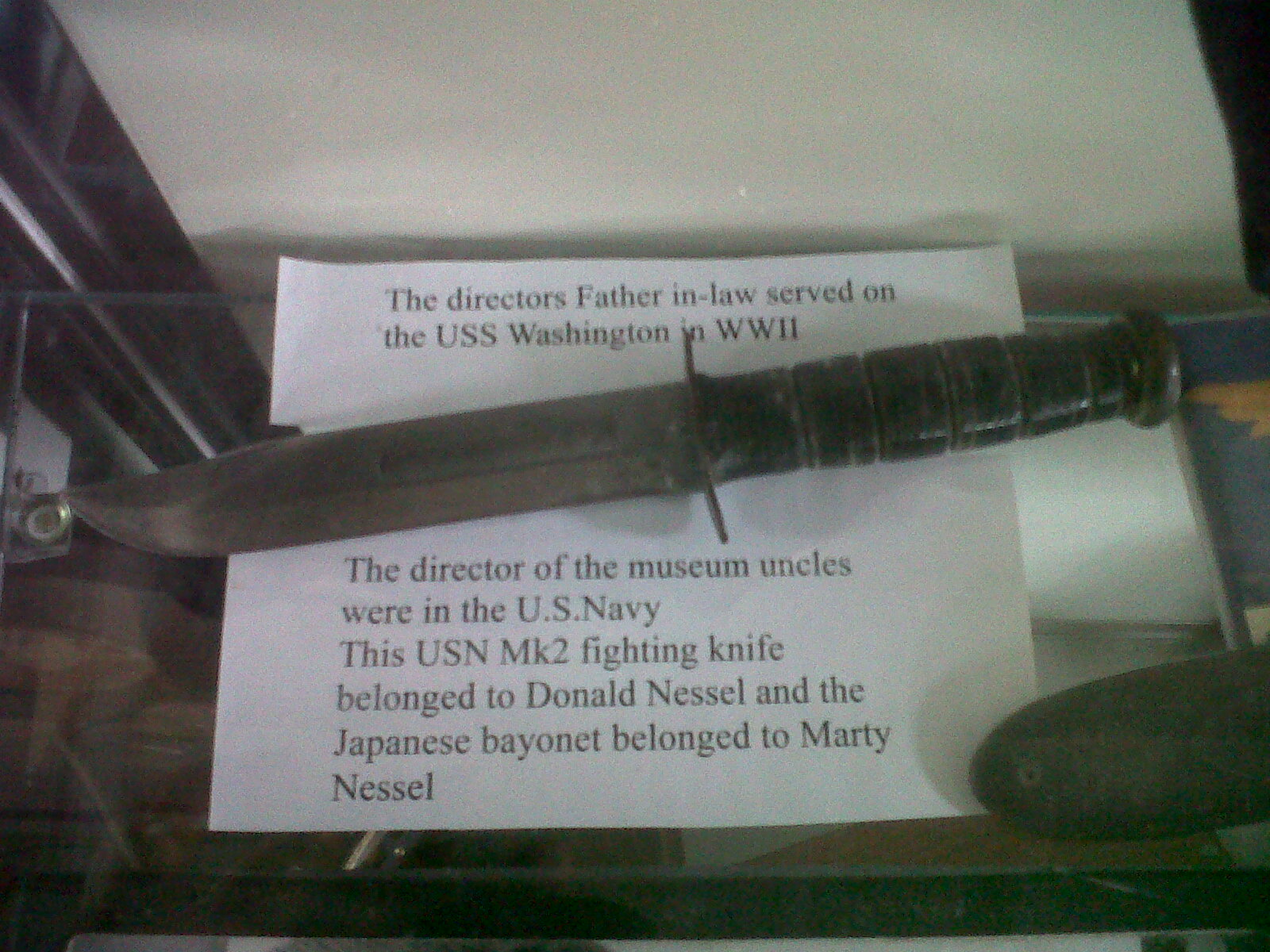
Couteau de combat Mk II de l'US Navy. Photo prise au Russell Military Museum (Illinois).

Dans les années 2010, la marque produit plusieurs types de couteaux avec en majorité des modèles de couteaux de combat (qui sont les descendants du modèle Mark II) mais aussi une gamme orientée survie, des modèles pliants ou encore des couteaux de bottes ou de tour de cou.
Couteaux de combat
- Le Ka-Bar 1217 est le descendant le plus proche du modèle Mk II de la Seconde Guerre mondiale et probablement le modèle de la marque le plus populaire avec notamment une lame 18 cm pour une longueur totale de 30,7 cm. La construction est de type full-tang (soie traversante) avec une lame de type Bowie en acier au carbone 1095 Cro-Van et un manche en rondelle de cuir. Le fourreau est lui aussi fabriqué en cuir.
- Les autres modèles de combat Ka-Bar sont construits avec le même type d'architecture mais des variations comme la longueur de lame, le type de lame (de nombreux modèles sont équipés d'une lame de type tanto), la matière du manche (manche en kraton présent sur de nombreux modèles) ou encore la couleur.
- Il existe également des versions commémoratives comme pour le 11 septembre 2001, la guerre du Vietnam ou encore les 100 ans de la marque.

Couteaux de survie de la gamme Becker
- Issue d'une collaboration avec le fabricant Ethan Becker, Ka-Bar a sorti une gamme complète de couteaux de survie avec notamment le Companion BK2 pourvu d'une lame en acier 1095 Cro-Van de 6 mm d'épaisseur et de 13 cm de long. Il est réputé pour être l'un des couteaux les plus solides du monde.
- La gamme comprend également les modèles Combat Utility BK7 (lame de 18,1 cm pour une épaisseur de 5 mm) et le Combat Bowie BK9 (lame de 23,3 cm pour une épaisseur de 4,9 mm) qui sont les deux autres modèles phares de la gamme Becker.

Autres modèles
- Le catalogue de la marque comprend également de nombreux couteaux pliants (modèles Dozier ou Warthog par exemple), des couteaux de tour de cou, des kukhri, couteaux de bottes ou encore quelques modèles de dague.

## Dans la culture populaire
- Le personnage de comics le Punisher (Marvel Comics) est connu pour être un adepte du couteau de combat Ka-Bar.
- Dans le film Red Eye : Sous haute pression (2005), les tueurs font référence à un KA-BAR de 30 cm.
- Dans les jeux vidéos The Evil Within et The Evil Within 2, le personnage principal, Sebastian, utilise un Ka-bar 2217.
- Il est plusieurs fois aperçu entre les mains des soldats américains dans le manga Peleliu: Guernica of Paradise (en)